# Writers Guild of America West
Writers Guild of America West (WGAW), tidigare Writers Guild of America, West, är en amerikansk fackförening som företräder uppemot 25 120 medlemmar inom den amerikanska underhållningsindustrin och journalistikbranschen. Yrkestitlar för medlemmarna är manusförfattare för film, nyhetsprogram, radio och TV. Fackföreningen är en del av International Affiliation of Writers Guilds.

## Historik
Fackföreningen bildades 1954 när Screen Writers Guild (SWG) delades upp till Writers Guild of America, East och Writers Guild of America, West. År 2017 beslutade WGAW att ta bort kommatecknet ur fackföreningens namn.

## Ledare

### Ordförande
Lista över de som har varit ordförande för fackföreningen.
| - Richard L. Breen, 1954–1955 - Edmund L. Hartmann, 1955–1959 - Curtis Kenyon, 1959–1961 - Ken Englund, 1961 - Charles Schnee, 1961–1962 - James R. Webb, 1962–1963 - Nate Monaster, 1963–1965 - Christopher Knopf, 1965–1967 - Michael Blankfort, 1967–1969 - Melville Shavelson, 1969–1971 - Ranald MacDougall, 1971–1973 - John Furia Jr., 1973–1975 - David W. Rintels, 1975–1977 - Daniel Taradash, 1977–1979 - Melville Shavelson, 1979–1981 - Frank Pierson, 1981–1983 - Ernest Lehman, 1983–1985 | - Melville Shavelson, 1985–1987 - George Kirgo, 1987–1989 - Del Reisman, 1989–1991 - Frank Pierson, 1993–1995 - Brad Radnitz, 1995–1997 - Daniel Petrie Jr., 1997–1999 - John Wells, 1999–2001 - Victoria Riskin, 2001–2004 - Charles D. Holland, 2004 - Daniel Petrie Jr., 2004–2005 - Patric M. Verrone, 2005–2009 - John Wells, 2009–2011 - Christopher Keyser, 2011–2015 - Howard A. Rodman, 2015–2017 - David A. Goodman, 2017–2021 - Meredith Stiehm, 2021– |